# Правомисль
Правомисль (пол. Prawomyśl, нім. Bergthal) — село в Польщі, у гміні Качори Пільського повіту Великопольського воєводства.
Населення — 173 особи (2011).
У 1975-1998 роках село належало до Пільського воєводства.

## Демографія
Демографічна структура станом на 31 березня 2011 року:
|          | Загалом | Допрацездатний вік | Працездатний вік | Постпрацездатний вік |
| -------- | ------- | ------------------ | ---------------- | -------------------- |
| Чоловіки | 87      | 22                 | 58               | 7                    |
| Жінки    | 86      | 17                 | 47               | 22                   |
| Разом    | 173     | 39                 | 105              | 29                   |